# 기타요시미촌
기타요시미촌(北吉見村)은 사이타마현 히키군에 있던 촌이다. 현재의 요시미정 북부에 해당한다.
1954년 7월 1일에 히가시요시미 촌, 니시요시미 촌, 미나미요시미 촌과 합병해 요시미촌이 되어 폐지하였다.

## 역사
- 1889년 3월 29일 - 요코미군이 폐지해, 히키군에 편입되었다.
- 1954년 7월 1일 - 히가시요시미 촌, 니시요시미 촌, 미나미요시미 촌과 합병해, 히키군 요시미촌이 되었다.